# Філіппо Міссорі
Філіппо Міссорі (італ. Filippo Missori, нар. 24 березня 2004, Рим, Італія) — італійський футболіст, фланговий захисник клубу «Сассуоло».

## Клубна кар'єра

### Рома
Філіппо Міссорі вихованцеь римського футболу. У 2013 році він приєднався до молодіжної команди столичної «Роми». Разом з юнацькими командами різних вікових категорій Міссорі вигравав юнацький чемпіонат країни. В жовтні 2021 року захисник вперше з'явився в професійній команді, потрапивши в заявку «Роми» на гру чемпіонату країни проти «Наполі».
Дебютну гру на професійному рівні Міссорі провів 25 листопада 2021 року, коли вийшов на заміну у матчі Ліги конференцій проти української «Зорі». Таким чином Філіппо став першим футболістом 2004 року народження, який зіграв в складі «Роми» або будь - якого італійського клубу в європейських змаганнях. В липні 2022 року футболіст продовжив контракт з клубом до 2026 року.
В сезоні 2022/23 в складі Прімавери «Роми» Міссорі виграв молодіжний Кубок країни. 6 травня 2023 року у матчі проти «Інтера» захисник дебютував у чемпіонаті країни.

### Сассуоло
В червні 2023 року Міссорі приєднався до «Сассуоло». 20 серпня він провів першу в новій команді. Але за результатами сезону «Сассуоло» вилетів до Серії В.

## Збірна
З 2019 року Філіппо Міссорі виступає за юнацькі збірні Італії. У 2023 році в складі збірної (U-19) став переможцем юнацького чемпіонату Європи, що проходив на Мальті.
В грудні 2022 року тренер Роберто Манчині включив Міссорі до списку гравців на тренувальний збір національної збірної Італії.

## Титули
Рома
 Переможець Ліги конференцій: 2021/22
Італія (U-19)
 Чемпіон Європи: 2023